# Комедогенность
Комедогенность — характеристика косметических средств, определяющая их способность вызывать образование комедонов, то есть тем или иным образом загрязнять и закупоривать поры кожи. Комедогенность одного и того же средства может быть различной у разных людей, при разных обстоятельствах и условиях применения косметического средства. Из-за этого нельзя с уверенностью говорить о том, что средство, названное комедогенным для одного человека, будет столь же вредным для другого.

## Тестирование на комедогенность
Тестирование на комедогенность проводится на животных. В качестве стандартной модели для тестирования комедогенности обычно используется ухо кролика. На комедогенность тестируются как компоненты косметических средств, так и готовые средства. Готовые косметические средства могут также тестироваться на людях.